# Complex Networks

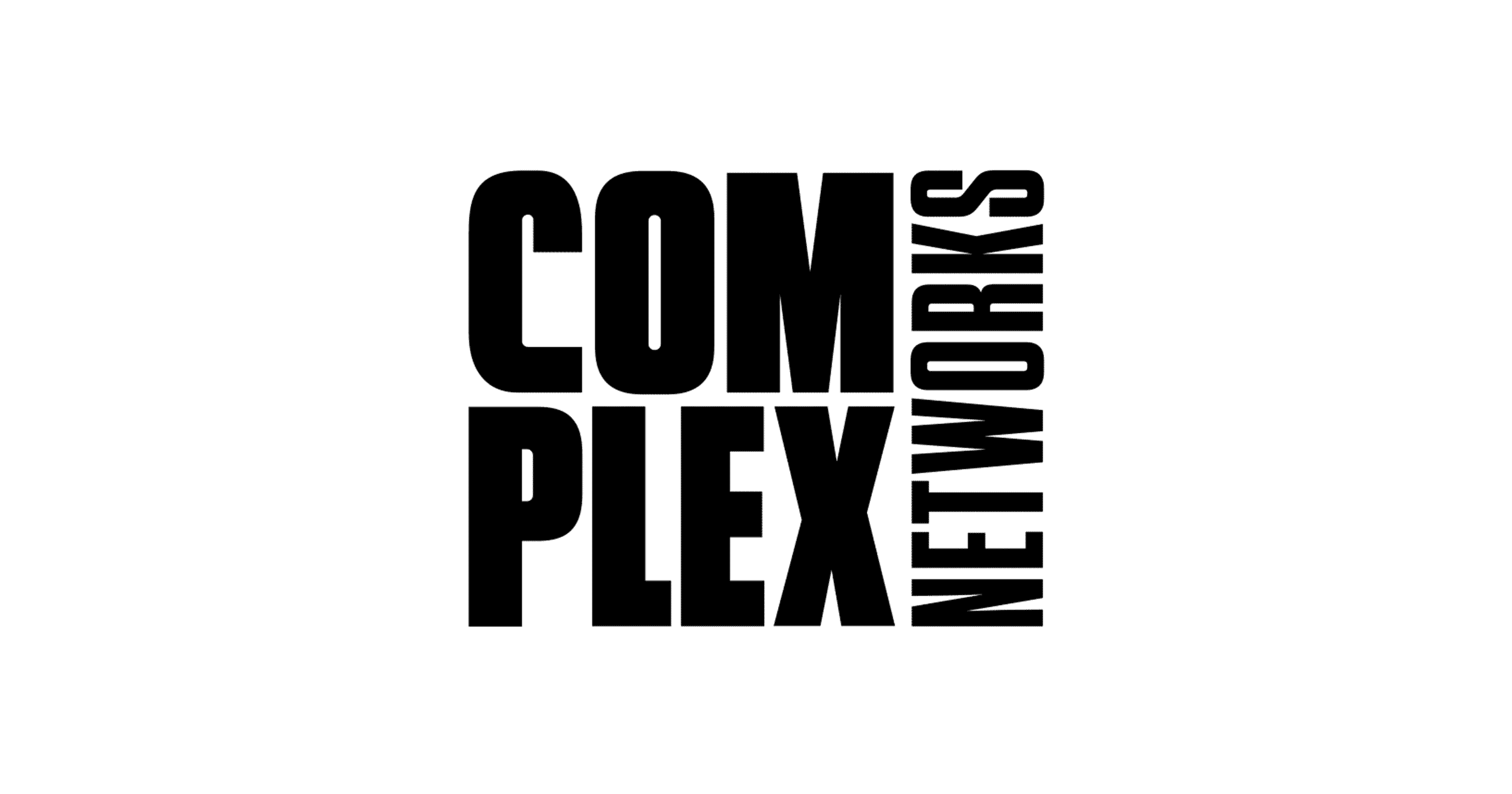
Complex

Complex Networks (anteriormente Complex) é uma revista estadunidense, de propriedade da BuzzFeed, sobre o estilo de vida de homens jovens, fundada por Marc Ecko em 2002.